# Edward Hargraves
Edward Hammond Hargraves (7 de octubre de 1816–1891) fue un buscador de oro nacido en Inglaterra, que anunció el descubrimiento de este metal en Australia en 1851, dando inicio a la fiebre del oro de Australia.
Hargraves nació en Gosport, Hampshire, Inglaterra. Emigró a los Estados Unidos, atraído por la fiebre del oro de California, pero no tuvo éxito en su busca de fortuna. De ahí, partió a Nueva Gales del Sur, en Australia, donde notó que, geológicamente, el terreno era muy similar al de California. Esto lo incitó a buscar oro en la región australiana, hasta que anunció que lo había descubierto, el 12 de febrero de 1851, en el campo que él mismo llamó Ophir.
El gobierno de Nueva Gales del Sur premió a Hargraves con £ 10 000 libras esterlinas, además de una pensión vitalicia de 250 libras anuales. El gobierno de Victoria lo hizo con 5.000 libras. Sin embargo, una investigación de 1891 constató que Hargraves no fue el primero en descubrir oro, sino que fueron sus compañeros John Lister y James Tom, con quienes había hecho un pacto de confidencialidad que Hargraves violó unilateralmente.